# 탬워스 FC
탬워스 풋볼 클럽(Tamworth Football Club)은 스태퍼드셔주 탬워스를 연고로한 잉글랜드의 축구 클럽이다. 1933년 창단하였으며, 현재 내셔널리그에 속해있다.

## 선수 명단

### 현역
참고: FIFA 자격 규정에 따라 소속된 국가대표팀 국기를 표시합니다. 선수는 복수의 FIFA 비회원국 국적을 가지고 있을 수 있습니다.
| 번호 | 포지션 | 국적     | 이름    |
| ---- | ------ | -------- | ------- |
| 7    | MF     | 아일랜드 | 카일 핀 |

| 번호 | 포지션 | 국적 | 이름 |
| ---- | ------ | ---- | ---- |